# Lordotus schlingeri
Lordotus schlingeri is een vliegensoort uit de familie van de wolzwevers (Bombyliidae). De wetenschappelijke naam van de soort is voor het eerst geldig gepubliceerd in 1982 door Hall and Evenhuis.